# Warm Springs (Nevada)
Warm Springs é uma comunidade não incorporada e cidade fantasma no condado de Nye, estado de Nevada, nos Estados Unidos. Fica localizada na junção da
U.S. Route 6 e State Route 375 (the "Extraterrestrial Highway"), a 64 quilómetros a leste  de  Tonopah. Fica a uma altitude de 1.653 metros.

## História
O primeiro povoamento de Warm Springs teve lugar em 1866, quando servia de paragem para diligências e outros viajantes. Warm Springs nunca foi mais do que um pequeno povoado, Warm Springs foi perdendo população até se transformar numa cidade fantasma. Tudo o que resta da localidade é um poste de iluminação, uma cabine telefónica e cabanas construídas com piscinas servidas por nascentes se água quente que dão ao nome à localidade. .
Warm Springs é também o nome de uma nova comunidade no Nevada, com uma localização diferente, que se espera que venha a ter uma população de  10. 000. A sua construção terminou em 2007. 